# European Mobile Payment Systems Association
Die European Mobile Payment Systems Association (EMPSA) ist ein Verband, der die Zusammenarbeit fördert und die internationale Nutzung verschiedener mobiler Zahlungssysteme ermöglicht. Der Hauptsitz der EMPSA befindet sich in Zürich (Schweiz). Den Vorsitz hat Søren Mose, der Vorsitzende des Twint-Vorstands.

## Geschichte und Zukunftspläne
Die European Mobile Payment Systems Association wurde am 3. September 2019 gegründet.
Im Januar 2022 präsentierte EMPSA ein funktionierendes System, mit dem Testnutzer von TWINT in ausgewählten Geschäften in Österreich bezahlen konnten, die Bluecode akzeptieren.

## Mitglieder
EMPSA wurde von sieben Anbietern mobiler Zahlungen gegründet, darunter auch die drei skandinavischen Anbieter, die damals mehr als die Hälfte ihrer Bevölkerung als Nutzer hatten.
Neun weitere Anbieter sind hinzugekommen, sodass die Zahl nun 16 beträgt. Dabei handelt es sich um:
| Anbieter            | Land                    | Beitritt |
| ------------------- | ----------------------- | -------- |
| Bancontact Payconiq | Belgien                 | 2019     |
| Bluecode            | Deutschland Österreich  | 2019     |
| MobilePay           | Dänemark Finnland       | 2019     |
| Sibs/MB Way         | Portugal                | 2019     |
| Swish               | Schweden                | 2019     |
| Twint               | Schweiz                 | 2019     |
| Vipps               | Norwegen Schweden       | 2019     |
| Bancomat Pay        | Italien                 | 2020     |
| Blik                | Polen                   | 2020     |
| Plick               | Italien Spanien         | 2020     |
| Bankart (FLIK)      | Slowenien               | 2020     |
| Bamcard (KVIKO)     | Bosnien und Herzegowina | 2020     |
| BORICA (БОРИКА)     | Bulgarien               | 2021     |
| Currence (iDEAL)    | Niederlande             | 2021     |
| Bizum               | Spanien                 | 2022     |
| DIAS                | Griechenland            | 2022     |